# Rachael Blackmoreová
Rachael Blackmoreová (* 11. července 1989 Killenaule, Hrabství Tipperary) je irská žokejka. V roce 2021 se stala první ženou v historii, která vyhrála liverpoolskou Grand National.
Od sedmi let jezdila na ponících na rodném statku. Původně závodila amatérsky, studovala zároveň na Univerzitě v Limericku a připravovala se na dráhu veterinářky. První dostih vyhrála v roce 2011 v Thurles a v roce 2015 se stala profesionálkou. Koně jí připravuje trenér Henry de Bromhead.
Na Grand National debutovala v roce 2018 a závod nedokončila, v roce 2019 byla desátá a v roce 2021 zvítězila na osmiletém valachovi Minella Times o šest a půl délky před koněm Balko Des Flos s Aidanem Colemanem v sedle.
Na Cheltenham Festivalu získala dvě prvenství v roce 2019, jedno v roce 2020 a šest v roce 2021, kdy se jako první žena stala celkově nejúspěšnější jezdkyní. V letech 2020 a 2021 vyhrála na koni Honeysuckle závod Irish Champion Hurdle.